# Jazz Number II
Jazz Number II lub My Kind of Jazz, Number 2 – album amerykańskiego muzyka Raya Charlesa, wydany w 1972 roku. Nagrany został z udziałem orkiestry Charlesa, Ray Charles Orchestra. Za aranżację piosenek odpowiedzialni byli: Alf Clausen („A Pair of Threes”), Jimmy Heath („Togetherness”), Teddy Edwards („Going Home”, „Brazilian Skies”) oraz Roger Neumann („Our Suite”).

## Lista utworów
| 1. | „Our Suite”              | 8:08  |
|    |                          |       |
| 2. | „A Pair of Threes”       | 5:32  |
|    |                          |       |
| 3. | „Morning of Carnival”    | 3:35  |
|    |                          |       |
| 4. | „Going Home”             | 4:22  |
|    |                          |       |
| 5. | „Kids Are Pretty People” | 5:01  |
|    |                          |       |
| 6. | „Togetherness”           | 4:04  |
|    |                          |       |
| 7. | „Brazilian Skies”        | 5:10  |
|    |                          |       |
|    |                          | 35:52 |
|    |                          |       |